# Замарайка (приток Зиминки)
Замарайка — река в России, протекает по Топчихинскому району Алтайского края. Устье реки находится в 6 км по левому берегу реки Зиминка. Длина реки составляет 20 км.

## Данные водного реестра
По данным государственного водного реестра России относится к Верхнеобскому бассейновому округу, водохозяйственный участок реки — Алей от Гилёвского гидроузла и до устья, речной подбассейн реки — бассейны притоков (Верхней) Оби до впадения Томи. Речной бассейн реки — (Верхняя) Обь до впадения Иртыша.